# Coronach (Saskatchewan)
Coronach est une communauté située dans la province de la Saskatchewan, dans le centre-sud.